# Битва при Сулдузе
Битва при Сулдузе — сражение между ассирийским ополчением и турецкими войсками, действия которого происходили в Сулдузе в ходе Персидской кампании Первой мировой войны.

## Предпосылки
Летом 1915 года ассирийцы успешно сдерживали натиск превосходящих по численности османскую армию и сил курдского ополчения. Османы, не сумев прорвать оборону ассирийцев, ввели в бой тяжелую артиллерию, и в конечном итоге одолели ассирийских повстанцев. Русское командование обещало подкрепление, но оно пришло слишком поздно. Ассирийцы держались из последних сил, однако в конечном итоге организованно отступили. Остатки ассирийской армии присоединились к группе на северо-западе Персии, северного Ирака и северо-восточной Сирии, в том числе из Саламаса и Урмии, чтобы сформировать новую ассирийскую армию, поддерживаемую русским правительством, чтобы изгнать османские войска из Персии и Ассирии.

## Ход сражения
После тщательного исследования маршрута Ага-Петрос принял решение двигаться на юг тремя колоннами. Однако, после было решено отложить предстоящее сражение и занять выгодную позицию, чтобы дать возможность конным войскам подобраться к Сулдузу, в котором были расквартированы турецкие войска. Было принято решение атаковать ночью, заставив врага врасплох.
С началом наступления одна из колонн, двигаясь без сопротивления, столкнулась с турецкими войсками, после чего выстроилась в линию, а затем двинулась вперед под звуки интенсивного ружейного огня. Турки были ошеломлены этой неожиданной атакой, и были вынуждены отступить к Сулдузу, где их ожидали конные войска. Турецкий гарнизон был полностью уничтожен.

## Последствия
После сражения ассирийцы воссоединились с британскими войсками, которые снабдили их провизией для возвращения в Урмию.